# Esquirol llistat d'orelles llargues
L'esquirol llistat d'orelles llargues (Neotamias quadrimaculatus) és una espècie de rosegador de la família dels esciúrids. És una espècie endèmica de la serralada de Sierra Nevada als estats de Califòrnia i Nevada dels Estats Units. Fent honor al seu nom, els esquirols llistats d'orelles llargues tenen les orelles de més longitud de totes les espècies d'esquirols llistats.

## Característiques
Els exemplars masculins dels esquirols llistats d'orelles llargues tenen una longitud total d'entre 23 i 23,9 cm, i les femelles d'entre 23 i 24,5 cm. La cua té gran part de la longitud total, movent-se en rangs d'entre 8,5 i 10 cm en els mascles i d'entre 9 i 10,1 en les femelles. Els mascles pesen entre 74,1 i 89 grams, i les femelles entre 81 i 105 grams. Aquesta espècie té un color vermell-marronós brillant, que presenten cinc ratlles fosques i 4 ratlles pàl·lides a l'esquena. També tenen grans taques blanques, visibles a la base de les dues orelles.